# Cody Sorensen
Cody Sorensen (Ottawa, 6 ottobre 1986) è un bobbista canadese.

## Biografia
Compete dal 2008 come frenatore per la nazionale canadese. Ha vinto due medaglie di bronzo ai campionati mondiali, entrambe nella gara a squadre miste.
In Coppa del mondo ha ottenuto il primo podio il 19 dicembre 2010 (nel bob a quattro) e la sua prima vittoria il 15 gennaio 2011 nella gara a squadre.

## Palmarès

### Mondiali
- 2 medaglie:
  - 2 bronzi (squadre miste a Königsee 2011; squadre miste a Sankt Moritz 2013).

### Coppa del Mondo
- 7 podi (4 nel bob a quattro, 3 nelle gare a squadre):
  - 1 vittoria (nelle gare a squadre);
  - 6 terzi posti (4 nel bob a quattro, 2 nelle gare a squadre).

#### Coppa del Mondo - vittorie
| Data            | Luogo | Paese   | Disciplina                                                                                               |
| --------------- | ----- | ------- | --- |
| 15 gennaio 2011 | Igls  | Austria | gara a squadre con John Fairbairn, Helen Upperton, Diane Kelly, Darla Deschamps-Montgomery e Lyndon Rush |